# سون جيان

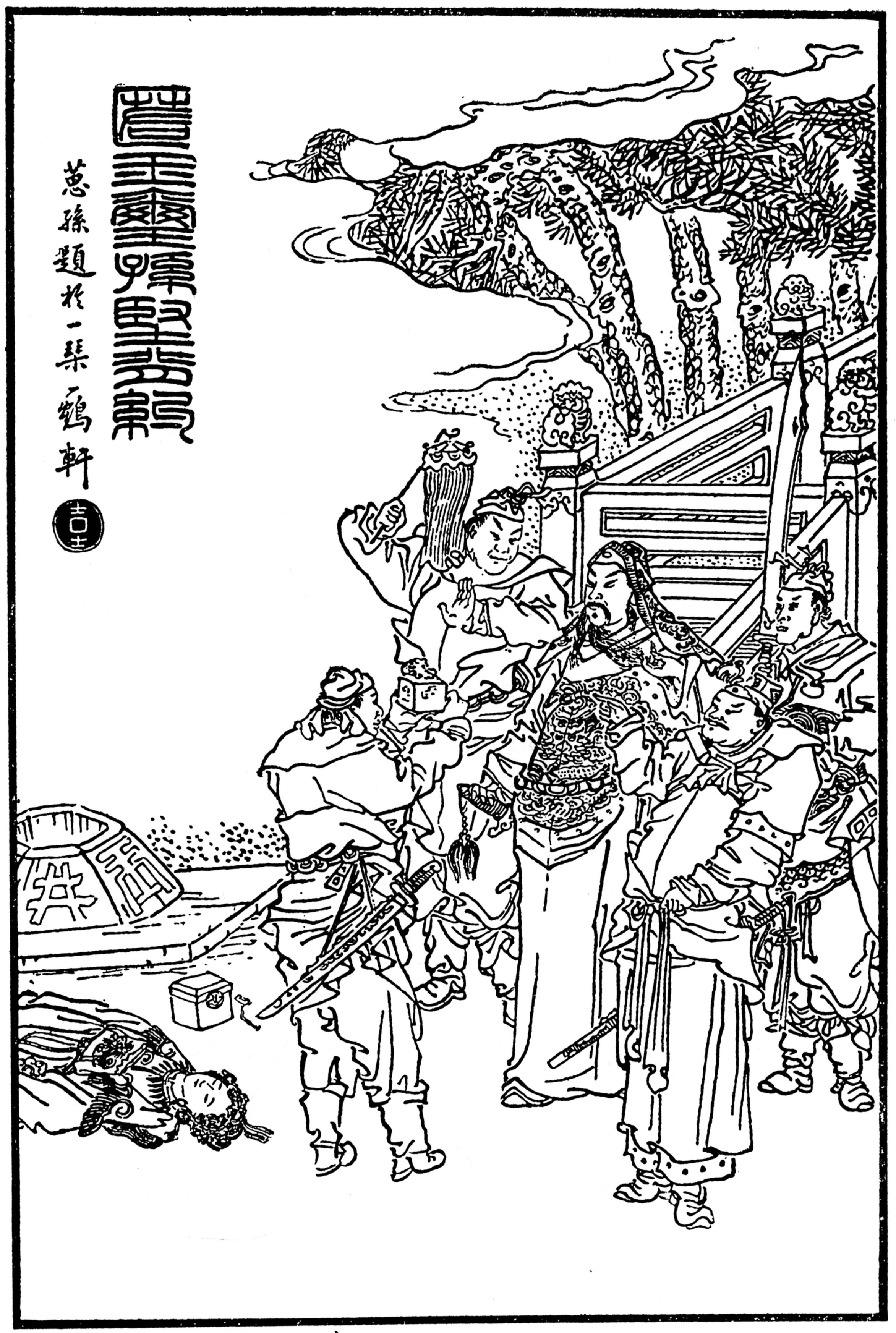
سون جيان

سون جيان (بالصينية المبسطة: 孙坚؛ بالصينية التقليدية: 孫堅) هو أحد القادة الأقوياء الذين عرفوا في فترة تمرد شانغ شاو وقد كان حفيد أفضل مخطط عسكري سون تزو، عرف بالشجاعة والإدارة العسكرية. وعرف أيضاً بنمر منطقة جين عندما قام بإحالة وقتل جميع القراصنة في هذه المنطقة. قام بمساعدة الإمبراطور في محاربة شانغ شاو وكان له يد في إنهاء هذه الثورة وبعدها عندما اتحد القادة للإطاحة بالمتمرد دونغ جو حيث قام بهزيمة قائد من أقوى قادة دونج جو وهو (وا شونج) في معركة سي شوي جيت.
توفي سون جيان في معركة ضد ليو بياو بسبب كمين نصبه له هوانغ زو.